# 宫颈帽

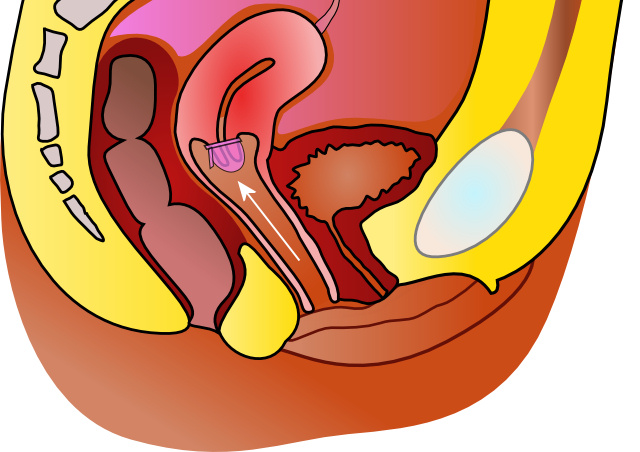
一个子宫腔位置的宫颈帽

宫颈帽（英語：Cervical cap），是女性用的屏障類避孕器具。宫颈帽可以蓋住子宮頸，讓精子無法由子宮外口（external orifice of the uterus）進入子宮。

## 制作材料
宫颈帽是由软橡胶制成，形似一个薄膜。

## 使用方法
若要置入或是取出宫颈帽，第一個步驟是先洗手，避免有害細菌進入陰道。宫颈帽需在性交前先套在子宮頸上，有些文獻指出在性刺激之前先將宫颈帽置入，可以降低置入位置不正確的風險。大多數的文獻也建議在宫颈帽中加入殺精劑，不過也有文獻指出不一定要加殺精劑。
從最後一次陰道射精開始計算，宫颈帽需置入陰道6至8個小時才有效。建議宫颈帽需在72小時內移除（美國是建議48小時內）。除了拋棄式的Oves宫颈帽外，宫颈帽可以清洗後儲存，之後再使用。矽膠製宫颈帽可以煮沸進行消毒。重覆使用的宫颈帽可以使用一年及兩年。
有些宮頸帽有一個方便取出的突起，不過也有些文獻提到宮頸帽和子宮頸接合的很密，無法直接拉出。若要取出宮頸帽，可以將手指放在宮頸帽的固定環上，再突然施力拉出，即可取出。

## 外部連結
- Cervical Barrier Advancement Society
- Diaphragms and Caps（页面存档备份，存于） (Yahoo Group)
- Femcap（页面存档备份，存于） website
- Oves website